# 蜘蛛人：無家日
是一部於2021年上映的美國超級英雄電影，改編自漫威漫畫旗下的同名超級英雄角色蜘蛛人，本片由哥倫比亞影業與漫威影業共同製作，並由索尼影視娛樂負責發行。本片為2019年電影《蜘蛛人：離家日》的續集，2007年電影《蜘蛛人3》和2014年電影《蜘蛛人驚奇再起2：電光之戰》的故事延續，亦是漫威電影宇宙的第27部電影，由強·華茲執導，克里斯·麥肯納與艾瑞克·桑默斯共同編劇，並由湯姆·霍蘭德、贊達亞、班奈狄克·康柏拜區、雅各布·貝塔隆、強·法夫洛、傑米·福克斯、威廉·達佛、艾佛烈·蒙利納、瑪麗莎·托梅、安德魯·加菲爾德和陶比·麥奎爾等人主演。
2017年，《蜘蛛人：返校日》的製作過程中就已經有計劃把全新的《蜘蛛人系列》拍成三部曲。2019年8月，索尼影視娛樂和漫威影業談判破局，導致漫威影業離開了該項目，但在同年9月，漫威和索尼達成協議，繼續把湯姆·霍蘭德版本的蜘蛛人保留在漫威電影宇宙之中。霍蘭德和編劇克里斯·麥肯納與艾瑞克·桑默斯回歸執筆電影，主要攝影於2020年10月在紐約開始進行。
電影上映後獲得媒體與觀眾的一致好評，稱讚其故事、執導、動作戲、演出及演員之間的互動。電影在全球獲得19億美元的票房，超越前作《蜘蛛人：離家日》成為索尼影視娛樂最賣座的電影兼票房收入最高的《蜘蛛人系列電影》，也是漫威電影宇宙第四階段中票房最高的電影，在全球電影票房榜中排名第八位。電影同時榮獲無數獎項與提名，並在第94屆奧斯卡金像獎上入圍最佳視覺效果獎。續集《蜘蛛人：重生日》預定2026年7月31日於美國上映。

## 劇情
隨著昆汀·貝克死前誣陷彼得·帕克謀殺自己且公開他的蜘蛛人身份，使彼得的安穩生活瞬間天翻地覆，而損害控制部等執法部門紛紛找上門向他追責，更使彼得的親朋好友梅嬸、MJ與奈德一行人集體受牽連遭受調查。彼得經由麥特·梅鐸律師努力下免除刑責，然而在《號角日報》主播J·喬納·詹姆森的不實播報下從英雄淪為頭號公敵。數月後，彼得、MJ和奈德在大眾爭議與嘈雜聲中完成高中學業，但也集體被麻省理工學院拒絕錄取申請。內疚的彼得來到至聖所向史蒂芬·史傳奇求助，請他施展一種強大“遺忘魔咒”來讓全世界忘記自己是蜘蛛人。然而三心二意的彼得在史傳奇施法時連續六次修改魔咒條件，導致魔咒險些失控而僅能靠史傳奇勉強控制。而魔咒部分失效亦導致數名來自其他宇宙及不同時間點的「彼得·帕克是蜘蛛人」的“知情者”，被集體分散傳送至彼得居住的宇宙中。
彼得在亞歷山大·漢密爾頓橋上趕上行車中的麻省理工副校長試圖求情時，遭到來自另一宇宙的奧托·奧克塔維斯操縱機械手攻擊，而自己戰服上的納米科技碰巧跟奧托的機械手融為一體，使彼得掌握機械手的控制權。然而身穿綠惡魔戰甲的諾曼·奧斯本隨即現身，彼得還未應對就被史傳奇及時送回至聖所的地下室，而奧托則被送入牢房中，隔間關著由史傳奇剛剛抓獲的蜥蜴化之柯特·康納。彼得被迫招募MJ和奈德一起幫忙，三人聯手在城外抓獲能隨意操縱電的麥克斯·狄倫以及能全身沙化的佛林特·馬可。這時，無處可去的諾曼克制住自身的“心魔”來到梅嬸的工作地點求助，使彼得迅速將他接回至聖所。眾反派齊聚一堂並得知他們一部分人都是在“戰死於蜘蛛人”期間被傳送到這裡，而逐漸同情他們遭遇的彼得受到梅嬸點醒，決定盡自己所能“治癒”反派們失控的原因以改變他們的厄運。
史傳奇急切想修復魔咒將他們送回各自的世界，彼得被迫搶走史傳奇的靈環及封鎖魔咒的法器，靠靈活多變而將史傳奇困入鏡次元之中。將法器和靈環交予MJ和奈德看管後，彼得把眾反派帶到快樂·霍根的頂層公寓靜待治療方案，靠一架史塔克工業的數位建模製造機成功修復奧托的人工智能抑制晶片而使其恢復理智。然而諾曼於期間重新被綠惡魔掌控住心智，說服其他反派背叛彼得，甚至意圖在這座新世界中翻盤。奧托阻止不及而受襲之下被迫逃跑，其他反派亦同樣放棄治療並各散東西，彼得在與綠惡魔的對打中敗陣，梅嬸捨身去救彼得卻被綠惡魔的滑翔機撞至重傷。隨著詹姆森跑到現場直播而引來大批損害控制部部隊，梅嬸重傷臨死之際最後提醒彼得關於「能力越大，責任越大」的重要性，快樂趕到公寓門口自願被捕而幫彼得爭取時間逃跑，茫然無措的彼得僅能撿走治愈道具逃離現場。
深受打擊的彼得開始自我封閉，看管法器的MJ無法聯繫上他，而奈德無意間靠史傳奇的靈環打開傳送門，找尋彼得的過程中意外找到另外兩名來自不同宇宙的彼得·帕克。由於這兩名彼得都有過相似的經歷，四人找到陷入消沉的彼得而一起安慰他振作起來，三名蜘蛛人以彼得一號、二號與三號互相稱呼，聯手完成治癒反派的道具與解藥。眾人決定將眾反派吸引至擴建階段的自由女神像前，三名彼得合作阻止並治癒康納和馬可，而奧托隨後趕到協助他們制服電光人以報答恩情。奈德製造逃跑用的傳送門時將史傳奇釋放出鏡次元，然而綠惡魔同時趕到用南瓜炸彈摧毀法器導致魔咒徹底失控。史傳奇只能盡全力控制魔咒，因衝擊墜下樓的MJ被彼得三號所救。彼得一號與綠惡魔的決戰中佔上風，準備殺死他而為梅嬸報仇，直到彼得二號及時阻止他動手，三人聯手為諾曼注射解藥使其恢復理智。
隨著史傳奇無法繼續控制魔咒，多元宇宙裂縫持續擴大，彼得被迫做出重大犧牲，將自己從全世界人們的記憶中徹底抹除，得以將魔咒完成。彼得把握時間跟MJ和奈德道別，發誓事後會再來找他們並交代一切經過後離開戰場。魔咒的生效使所有來自其他宇宙的“訪客”集體被送回各自的世界，身處另一邊的艾迪·布洛克也同樣被送回，但他離開前在原處留下猛毒的一小撮黑色共生體。兩星期後，彼得搬入新公寓從零開始，雖然隨時能見到已不認識自己的MJ和奈德，本想按照約定向他們供述一切卻最終打消念頭，決定遠離他們的平靜生活以外，換上自己縫製的全新紅藍戰服展開全新旅程。

## 演員
| 演員              | 角色                      | 詮釋 |
| ----------------- | ------------------------- | --- |
| 湯姆·賀倫         | 彼得·帕克／蜘蛛人         | 居住在紐約的高中生，在被受放射性感染的蜘蛛咬傷後，便獲得蜘蛛般的能力。曾經加入復仇者聯盟並拯救宇宙，但在打倒神秘法師時受到誣陷，陷入身份暴露及公眾爭議的危機。 |
| 贊達亞            | 蜜雪兒·「MJ」·瓊斯-沃森   | 彼得的高中同學兼女友，原是頭腦聰慧的邊緣人，直到認識彼得而開始走出孤獨，乃至與彼得相戀。                                                                       |
| 班奈狄克·康柏拜區 | 史蒂芬·史傳奇／奇異博士   | 原是名優秀的天才神經外科醫生，之後成為至尊魔法師，但因彈指事件消失五年的期間讓位給王。這次協助彼得施法，卻無意間導致新的危機發生。                             |
| 雅各布·貝塔隆     | 奈德·利茲                 | 彼得的摯友及同學，愛好科學，深受彼得信任，認為利茲能夠保守他身為蜘蛛人的秘密，並為彼得提供技術支援。                                                           |
| 強·法夫洛         | 快樂·霍根                 | 史塔克工業的安保負責人，以前擔任彼得的已故導師東尼·史塔克和其妻子小辣椒·波茲的保鑣與司機，現在負責監督彼得，同時是彼得的心靈導師。                             |
| 傑米·福克斯       | 麥克斯·狄倫／電光人       | 來自另一宇宙的奧氏企業電機工程師，曾是心地善良卻毫無存在感的小人物，因意外跌進電鰻發電池而變成可操控電力的“電光人”。                                           |
| 威廉·達佛         | 諾曼·奧斯本 ／綠惡魔      | 來自另一宇宙的奧氏企業首席執行官，曾在自己身上測試一種不穩定的人體增強血清，卻因此變成精神分裂且非常強而有力的“綠惡魔”。                                       |
| 艾佛烈·蒙利納     | 奧托·奧克塔維斯／八爪博士 | 來自另一宇宙的核物理學家，與諾曼存於同一宇宙。曾為了解決能源問題而鑽研核融合項目，卻造成實驗失敗而變成靠四條機械手臂行動的“八爪博士”。                         |
| 王漢斌            | 王／至尊魔法師            | 至尊魔法師，史傳奇的夥伴，擁有淵博的武術和魔法知識。原是負責管理卡瑪泰姬中的圖書館，在彈指事件的五年期間因史傳奇消失而接任至尊魔法師的位置。                   |
| 瑪麗莎·托梅       | 梅·帕克                   | 彼得的嬸嬸，是他的重要親人，在彼得高中期間無意之下知情他的蜘蛛人身份，除了幫忙隱瞞以外亦支持他的英雄使命。                                                     |
| 安德魯·加菲爾德   | 彼得·帕克／蜘蛛人         | 來自另一宇宙的彼得·帕克，以「彼得三號」（Peter-Three）稱呼，這次透過平行宇宙之間的通道穿越至此，曾經未能拯救女友關·史黛西，至今仍為他帶來精神打擊。                       |
| 陶比·麥奎爾       | 彼得·帕克／蜘蛛人         | 來自另一宇宙的彼得·帕克，以「彼得二號」（Peter-Two）稱呼，同樣透過平行宇宙通道穿越至此。在三位蜘蛛人當中最年長，見識甚多的他給予其他人許多建議與告誡。                  |

來自其他蜘蛛人系列電影中回歸的反派包括瑞斯·伊凡斯繼《蜘蛛人：驚奇再起》後首次回歸飾演的柯特·康納／蜥蜴人（Curt Connors / Lizard），來自另一宇宙的奧氏企業生物學家，致力於開發以蜥蜴基因為藍本的再生藥物，卻因而變成性格殘暴的“蜥蜴人”；以及托馬斯·哈登·丘奇飾演的佛林特·馬可／沙人（Flint Marko / Sandman），來自另一宇宙的越獄逃犯，意外掉入粒子加速器而跟周圍的沙子融合後變成能自由變形的“沙人”。兩名角色在電影中的行動與形象均由替身演員及電腦成像完成，再由伊凡斯和丘奇提供配音，而兩者在結尾段落恢復人形的片段則分別使用《蜘蛛人：驚奇再起》和《蜘蛛人3》的片段剪接。查理·考克斯自Netflix電視劇《夜魔俠》播畢後首次回歸飾演麥特·梅鐸（Matt Murdock），在片中為彼得的律師。而湯姆·哈迪在片尾彩蛋中客串飾演索尼影業蜘蛛人宇宙中的角色艾迪·布洛克／猛毒（Eddie Brock / Venom）。
此外，東尼·雷佛羅里和安格瑞·萊絲分別回歸飾演彼得的前死對頭閃電·湯普森（Eugene "Flash" Thompson）以及彼得的同學兼科技高中新聞記者貝蒂·布蘭特。小豪爾赫·蘭德柏回歸飾演彼得的同校同學傑森·艾略諾。漢尼拔·布瑞斯回歸飾演威信教練（Coach Wilson），彼得的高中體育老師。馬丁·斯塔爾回歸飾演羅傑·哈靈頓（Roger Harrington），彼得的高中十項全能老師，J·B·史慕福回歸飾演朱利斯·戴（Julius Dell），彼得的高中老師之一。J·K·西蒙斯飾演J·喬納·詹姆森（J. Jonah Jameson），備受爭議的網路新聞網《號角日報》主播，靠蜘蛛人身份的爆料而一舉成名；該角色最初於上集《蜘蛛人：離家日》的片尾彩蛋出現。傑克·葛倫霍以未署名的形式客串昆汀·貝克／神秘法師（Quentin Beck / Mysterio），以錄像形式出現在片頭中。
其他演員包括寶拉·紐瑟姆與阿里安·莫耶德，分別飾演麻省理工學院副校長以及損害控制部的特務克利（Agent Cleary）。湯姆·賀倫的弟弟哈利·霍蘭德客串飾演毒販，但他的戲份在正片中被刪減。曾在《復仇者聯盟：終局之戰》飾演東尼與小辣椒的獨生女摩根·史塔克的亞歷珊德拉·拉貝（Alexandra Rabe）也有參與本部電影的演出，但其戲份同樣也在電影中遭到刪減。

## 製作

### 發展
2017年，在《蜘蛛人：返校日》的製作過程中，湯姆·霍蘭德透露漫威電影宇宙版本的《蜘蛛人系列電影》計劃拍成三部曲，第二部電影計劃設定在彼得·帕克的高中三年級時期，而潛在的第三部電影發生在高中四年級時期。2019年7月，漫威影業的總裁凱文·費吉表示，由於在《蜘蛛人：離家日》的片尾彩蛋中，蜘蛛人的真實身分被揭穿，第三部電影將展示出一個「從未在以往的電影中做過的彼得·帕克故事」。湯姆·霍蘭德和導演強·華茲皆表示有興趣讓獵人克萊文成為第三部電影的主要反派。
2019年8月，兩部新的蜘蛛人電影已經在發展中，索尼影視娛樂希望強·華茲和湯姆·霍蘭德兩人回歸電影。湯姆·霍蘭德再簽了一部電影片約，而強·華茲已經完成了他的兩部電影的交易，需要簽署新的片約。漫威影業及其母公司華特迪士尼影業集團花了幾個月的時間與索尼進行談判，希望擴張與索尼的交易，讓漫威和凱文·費吉一同製作蜘蛛人電影。索尼希望保留最初協議的條款，其中漫威為索尼製作電影並獲得其收入的5%；而迪士尼則要求25至50%的利潤。由於雙方無法達成協議，索尼宣布將繼續推出下一部沒有凱文·費吉和漫威影業參與製作的蜘蛛人電影。他們在聲明上承認，未來可能會有所改變，感謝凱文·費吉在前兩部電影中所做的工作，並讚揚「費吉引領我們走上正軌，我們將繼續往前走」。克里斯·麥肯納和艾瑞克·桑默斯正在為第三部電影撰寫劇本，但強·華茲因收到其他影業執導大型電影的提議而不會回歸。
2019年9月，索尼影視娛樂的執行長托尼·文西奎拉表示與迪士尼合作的大門「目前已經關閉」，並確認該角色將與索尼影業蜘蛛人宇宙整合在一起。消息傳出後受到粉絲們強烈反對。文西奎拉補充說「漫威影業的工作人員很了不起，我們非常敬佩他們，但另一方面，我們也擁有一些很了不起的工作人員，並不是所有事務都是凱文自己去完成...我們有足夠的能力去做這事情」。然而，在迪士尼兩年舉辦一次的D23博覽會上引起粉絲的強烈反響後，迪士尼與索尼重新進行談判。
9月底，索尼與迪士尼發表聲明，指他們已經達成了新的協議，並允許漫威影業和凱文·費吉製作電影。據報導，迪士尼將提供25%的出資，以換取電影25%的利潤，同時保留蜘蛛人週邊商品的銷售權。該協議還允許湯姆·霍蘭德版本的蜘蛛人出現在未來的漫威電影宇宙電影之中。凱文·費吉說「蜘蛛人在漫威電影宇宙上的旅程將會繼續，我感到非常地興奮，我和所有漫威影業的工作人員都為此感到非常興奮」。他補充說，隨著索尼繼續擴建自己的共享宇宙，湯姆·霍蘭德版本的蜘蛛人可能會出現在那個世界中。在達成新協議後，強·華茲為回歸執導電影進行最後洽談。2019年10月，辛蒂亞亦確認回歸出演電影。2019年12月，拍攝預計於2020年中開始進行。

### 前期製作
2020年4月，受2019冠狀病毒病疫情影響，本片延期至2021年11月5日在美國上映。2020年6月，瑪麗莎·托梅確認回歸飾演梅·帕克，且確認強·華茲回歸執導電影。7月，霍蘭德透露該片計劃於2020年底開始製作，並於2021年2月完成拍攝，而索尼將上映日期延期至2021年12月17日。同月，東尼·雷佛羅里確認回歸飾演閃電·湯普森。2020年10月，確認雅各布·貝塔隆回歸飾演奈德·利茲，另外亦宣佈在電影中會加入由班奈狄克·康柏拜區飾演的史蒂芬·史傳奇／奇異博士，而傑米·福克斯回歸出演此前在2014年電影《蜘蛛人驚奇再起2：電光之戰》中的角色麥克斯·狄倫／電光人，但傑米·福克斯表示他的外貌將與《蜘蛛人驚奇再起2：電光之戰》中的不同，不會是藍色的。

### 拍攝
主體拍攝於2020年10月14日在紐約皇后區開始進行，暫定名稱為「此刻的寧靜」（Serenity Now）。拍攝預計持續至2021年3月。拍攝地點包括亞特蘭大、洛杉磯和冰島。曾在2012年電影《復仇者聯盟》擔任攝影師的西默斯·麥葛維原定將擔任本片的攝影師，後因確診2019冠狀病毒病退出，並由慕洛·費奧利替代。2020年12月，確認艾佛烈·蒙利納回歸出演此前在2004年電影《蜘蛛人2》中的角色奧托·奧克塔維斯／八爪博士。同日，據Collider報導，克絲汀·鄧斯特和安德魯·加菲爾德將回歸出演此前由山姆·雷米執導的《蜘蛛人三部曲》的角色瑪莉·珍·華生以及由馬克·韋布執導的《驚奇再起系列》的彼得·帕克／蜘蛛人，陶比·麥奎爾為回歸出演《蜘蛛人三部曲》的彼得·帕克／蜘蛛人進行洽談，而艾瑪·史東也有望再度飾演《驚奇再起系列》中的關·史黛西。12月稍晚，霍蘭德稱，據他所知麥奎爾和加菲爾德不會登場，而費吉亦證實本片將和2022年電影《奇異博士2：失控多重宇宙》有所聯繫。
2021年1月，據《ComicBook.com》報導，在漫威Netflix系列電視劇《夜魔俠》中飾演馬修·梅鐸／夜魔俠的查理·考克斯已經完成他在《蜘蛛人：無家日》的戲份拍攝。2021年2月，霍蘭德否認了麥奎爾和加菲爾德出演的傳聞。2021年2月底，公佈正式片名為《Spider-Man: No Way Home》。拍攝於2021年3月26日殺青。

### 後期製作
2021年4月，艾佛烈·蒙利納向外媒《綜藝》證實將回歸出演角色奧托·奧克塔維斯／八爪博士，故事情節亦將直接銜接上《蜘蛛人2》的結局。4月稍晚，J·B·史慕福自揭將回歸飾演朱利斯·戴老師，而查理·考克斯則稱自己並沒有參與電影。5月初，安德魯·加菲爾德否認傳聞，表示他從來沒有被找來演出本片，而安格瑞·萊絲則已確定將回歸飾演貝蒂·布蘭特。5月稍晚，艾瑪·史東否認自己有參與本片。9月，加菲爾德再次否認自己出演的傳聞。11月初，小豪爾赫·蘭德柏確認回歸。同樣在11月初，據稱是麥奎爾、加菲爾德和考克斯的片場照在網路上流出，霍蘭德在受訪時重申麥奎爾和加菲爾德不會出演。11月中旬，鄧斯特表示自己不會出現在電影裡，但也不會拒絕回歸的機會。11月16日，索尼釋出第二支預告，媒體認為預告中揭露了威廉·達佛（在2002年電影《蜘蛛人》裡飾演諾曼·奧斯朋／綠惡魔）、托马斯·哈登·丘奇（在2007年電影《蜘蛛人3》裡飾演沙人）和瑞斯·伊凡斯（在2012年電影《蜘蛛人：驚奇再起》裡飾演蜥蜴人）的回歸。霍蘭德在訪問中證實威廉·達佛有參與電影，並表示預告中顯示的還只是「（整部電影的）冰山一角」。

## 音樂
2020年10月，曾為《蜘蛛人：返校日》和《蜘蛛人：離家日》配樂的麥可·吉亞奇諾將回歸為電影進行配樂工作。

## 市場行銷
2021年8月23日，索尼釋出首支前導預告，該預告在發布後24小時內獲得3億5550萬的觀看次數，打破了《復仇者聯盟4：終局之戰》的2億8900萬觀看次數記錄，一度成為觀看次數最多的預告片，直至2024年2月11日才被《死侍與狼人》的3億6550萬觀看次數所打破。2021年11月16日，索尼釋出第二支預告。电影的预售额曾在多个国家打破记录，并导致一些票务网站崩溃，创下索尼与漫威在电影历史上新的里程碑。

## 發行

### 影院上映
《蜘蛛人：無家日》原定於2021年7月16日在美國上映。2020年4月，受冠狀病毒病疫情影響，本片延期至2021年11月5日在美國上映。2020年7月，為配合整體電影宇宙系列的發行順序而再度延期至2021年12月17日在美國上映。電影屬於漫威電影宇宙第四階段。2021年11月，消息指影片有望在中国大陆上映，成为当地上映的首部第四阶段作品，後有報導指因索尼影視娛樂拒絕中共當局要求將電影中的自由女神像場景刪除而被當局拒絕在中國大陸上映，而部分網友則指出電影無法在中國大陸上映也有可能跟漫威影業的片頭中包含《尚氣與十環傳奇》的相關片段有關，後者曾因電影中尚氣的父親徐文武的角色被指控「辱華」。盜版資源流入中國大陸。6月11日，影片的官方Twitter賬號宣布加長版將於9月2號在北美地區上映，門票將於8月9日發售。

### 家庭媒體
《蜘蛛人：無家日》於2022年3月22日在Amazon Prime Video和Apple TV等數位平台上線，單片付費19.99美元。
2022年8月，《蜘蛛人：無家日》被傳將於8月5日在騰訊視頻等平台上線，但上線計劃旋即取消。

## 迴響

### 評價
本片獲得影評與觀眾一致的好評。根据評論匯總网站爛番茄汇总的432篇评论文章，93%的评论家给予该作正面评价，使之獲得「認證新鮮」標識，平均打分为7.9分（满分10分），在該網站被評選為2021年度最高評價的電影兼全國上映電影。在Metacritic上，60位影評人共給予了71分的分數（滿分100分），這部電影獲得了「普遍好評」。

### 票房
截至2023年01月17日，本片在北美地區收獲8.141億美元票房，在海外地區收獲11.08億美元票房，全球票房共計19.22億美元，是2021年票房最高的电影，有史以來票房第八高的電影 ，票房最高的蜘蛛俠電影，以及由索尼有紀錄發行以來票房最高的電影。
北美方面，影片上映首日收獲1.218億美元（含周四晚点映的5,000萬美元），僅次于首日票房1.574億美元的《復仇者聯盟：終局之戰》，是12月上映電影的最高開畫成績。開畫首周末，影片收獲2.6億美元，超越2.577億美元的《復仇者聯盟：無限戰爭》，創下北美地區第二高的票房成績。
影片在15个海外市场上映首日收获4,360万美元，打破索尼电影在韩国、英国、墨西哥、意大利及台湾的开画纪录。其中韩国的开画成绩达528万美元，打破《蜘蛛侠：英雄远征》开画成绩11%，成为新冠肺炎疫情期间开画成绩最好的电影。在英国，影片打破《007：无暇赴死》760万欧元（折合1,010万美元）的开画票房纪录。在印度，影片开画票房在3.2亿到3.45亿卢比之间（折合4,200万到4,600万美元），打破印度本片制作《反恐追缉令》及《终局之战》的纪录。影片在60个市场开画首周末收获3.408亿美元票房。截至2021年12月20日，票房成绩最好的市场分别为英国（4,230万美元）、墨西哥（3,330万美元）、韩国（2,360万美元）、法国（1,920万美元）、澳大利亚（1,880万美元）、巴西（1,860万美元）、印度（1,820万美元）、俄罗斯（1,790万美元）、意大利（1,300万美元）和德国（1,140万美元）。
| 上一届： 《西城故事》          | 2021年美國週末票房冠軍 第51-53週 | 下一届： 《蜘蛛人：無家日》       |
| 上一届： 《蜘蛛人：無家日》    | 2022年美國週末票房冠軍 第1週     | 下一届： 《驚聲尖叫》             |
| 上一届： 《驚聲尖叫》          | 2022年美國週末票房冠軍 第3-4週   | 下一届： 《無厘取鬧4》            |
| 上一届： 《月老》              | 2021年台北週末票房冠軍 第51-52週 | 下一届： 《金牌特務：金士曼起源》 |
| 上一届： 《梅艷芳》            | 2021年香港一週票房冠軍 第50-52週 | 下一届： 不適用                   |
| 上一届： 不適用                | 2022年香港週末票房冠軍 第1-2週   | 下一届： 《怪獸與鄧不利多的秘密》 |
| 上一届： 《劇場版 咒術迴戰 0》 | 2022年日本週末票房冠軍 第2週     | 下一届： 《信用詐欺師JP：英雄篇》 |

## 續集
2019年8月，系列第四部電影正與第三部電影一同進入發展階段。2021年2月，湯姆·霍蘭德透露《蜘蛛人：無家日》將是他最後一部與漫威影業和索尼影視娛樂簽約的電影，但要是片商有需要的話仍願意繼續出演。2021年11月，製片人艾米·帕斯卡透露索尼和漫威影業計劃至少再製作三部蜘蛛人系列電影，《蜘蛛人4》將是霍蘭德出演新三部曲的首部影片。儘管索尼和漫威影業當前有著強烈的繼續合作意願，但《好萊塢報導》稱雙方尚未製作關於新三部曲的正式開發計畫。2021年12月，凱文·費吉證實他已開始與帕斯卡、索尼和迪士尼討論有關《蜘蛛人4》的故事。故事將延續彼得在《無家日》結尾作出的「重大決定」，將自己從世人的記憶中徹底抹除。
2024年9月，德斯汀·丹尼爾·克雷頓為執導《蜘蛛人4》進行早期洽談，而他也被片商列為導演的首選，克里斯·麥肯納和艾瑞克·桑默斯確認回歸編寫劇本，而千黛亞正在洽談回歸出演，拍攝預計將於2025年年初開拍。2025年3月，莎蒂·辛克簽約出演電影，其角色被描述為一個重要角色。3月底，索尼於CinemaCon上宣布片名為《蜘蛛人：重生日》（Spider-Man: Brand New Day），片名取自2008年漫畫《重生日》。霍蘭德稱電影是繼《無家日》之後的「全新開始」。2025年5月，麗莎·科隆-扎亞斯簽約出演。2025年6月，千黛亞和雅各布·貝塔隆確認回歸，而強·柏恩瑟將飾演「制裁者」法蘭克·卡索。《蜘蛛人：重生日》預定2026年7月31日於美國上映。

#### 時間線注釋
1. ↑  依照漫威電影宇宙上映次序。
2. ↑  依照漫威電影宇宙中故事發生的時間次序，參見漫威电影宇宙#時間線。

#### 劇情聯繫注釋
1. ↑  段落延續前作《蜘蛛人：離家日》的片尾。
2. ↑  遺忘魔咒本應無法影響多重宇宙，但由於留存者之死導致漫威電影宇宙失去管控及保護屏障[7]，平行宇宙之間的通道因此輕易被咒語打通。
3. ↑  分別在《蜘蛛人》、《蜘蛛人2》以及《蜘蛛人驚奇再起2：電光之戰》發生。
4. ↑  此段聯動索尼影業蜘蛛人宇宙電影作品《猛毒2：血蜘蛛》的片尾彩蛋。

## 外部連結
- 官方网站
- 互联网电影数据库（IMDb）上《蜘蛛人：無家日》的资料（英文）